# Anton Diezler
Anton Diezler, auch Anton Ditzler (* 5. Mai 1811 in Ehrenbreitstein, Herzogtum Nassau; † 26. April 1845 in Köln), war ein deutscher Landschafts- und Vedutenmaler des Biedermeiers.

## Leben
Diezler wurde als Sohn des Ehrenbreitsteiner Landschafts- und Vedutenmalers Johannes Jakob Diezler geboren. In dessen Kölner Geschäft arbeitete er ab 1830 mit. Wie auch sein Vater schuf Anton Diezler detailreich ausgestaltete Bilder vom Mittelrhein und angrenzenden Landschaften, die dem kulturhistorischen Kontext der Rheinromantik zugeordnet werden können. Im Auftrag des Kölner Verlegers Carl Eisen fertigte er ab 1840 Landschaftspanoramen an.

## Werke (Auswahl)
- Abtei Rommersdorf von Süden, 1830

Rolandseck und Siebengebirge, 1831

Burg Eltz mit der Ruine Trutzeltz, 1836

- Rolandseck und Siebengebirge, 1831
- Rheinansicht bei Bingen, um 1835
- Burg Eltz mit der Ruine Trutzeltz, 1836
- Blick auf Boppard von Norden, 1838
- Ansicht von Bornheim und Umgebung, 1839
- 23 Landschaftspanoramen (u. a. Rhein bei Nonnenwerth, Baden-Baden, Aachen, Brüssel, Waterloo und Gent), ab 1840
- Der Runde Turm von Andernach, 1844